# Unterscharführer

Unterscharführer (Alemany: sergent de segona) era un rang paramilitar del Partit Nazi utilitzat per la Schutzstaffel (SS) entre 1934 i 1945. Aquest rang de les SS va ser creat després de la Nit dels ganivets llargs. Aquest esdeveniment va causar una reorganització de les SS i la creació de nous rangs per separar les SS de la Sturmabteilung (SA).
Els Unterscharführer generalment comandaven un equip de 7 a 15 soldats.
En el camp de concentració, els que tenien el rang de Unterscharführer van ser assignats sovint a una posició coneguda com la Blockfhrer, que era una posició de supervisor de la presó de les casernes militars d'un camp de concentració. posició Blockfuhrer també està relacionat amb l'Holocaust, ja que era en general Blockfuhrer que va ser responsable de Sonderkommando que va executar el gasejament dels jueus i els "indesitjables" del Tercer Reich.
El rang va ser considerat l'equivalent al primer rang de les Waffen-SS d'aspirant a oficials de la SS-Junker.